# Drino aureocincta
Drino aureocincta là một loài ruồi trong họ Tachinidae.